# Olof Jönsson
Olof Jönsson, död 1733, var en svensk man som avrättades för hädelse. 
Han var en drygt trettioårig man från Fryksdals härad i Värmland som 1733 erkände att han ingått ett förbund med Satan och "skämt" hästar med hjälp av trolldom. Han dömdes därför till döden av häradsrätten för maleficium och trolldom. Hovrätten godkände domen men avvisade häradsrättens hänvisning till lands- och stadslagens trolldomsparagrafer. I stället blev han avrättad för att ha hädat. I domen framkommer att han förbannat den mark han stod uppå, läst Fader Vår baklänges tre gånger, och uttalat svåra eder om Gud.
Det är därför diskutabelt om han blev avrättad för trolldom även om den ursprungliga domen åberopade de ännu gällande paragraferna. Väljer man att tolka det så var han den sista som avrättades för detta brott i Sverige.